# 婚礼塔
婚礼塔（Hochzeitsturm）是德国达姆施塔特的地标建筑，高48.5米，位于 Mathildenhöhe。
这座暗红色砖塔由建筑师约瑟夫玛丽亚奥尔布里希（Joseph Maria Olbrich）设计，建于1908年，是达姆施塔特市送给黑森大公恩斯特·路德维希的结婚礼物。引人注目的是五个穹顶，让人想起伸出的五个手指，属于新艺术运动风格。
婚礼塔今天用于婚姻登记。